# Jean-Lou Bigot
Jean-Lou Bigot (Longué, 22 de abril de 1966) es un jinete francés que compitió en la modalidad de concurso completo. Es hijo del jinete Armand Bigot.
Ganó tres medallas de plata en el Campeonato Mundial de Concurso Completo entre los años 1986 y 1998, y cuatro medallas en el Campeonato Europeo de Concurso Completo entre los años 1993 y 1997.

## Palmarés internacional
| Campeonato Mundial | Campeonato Mundial          | Campeonato Mundial | Campeonato Mundial |
| Año                | Lugar                       | Medalla            | Categoría          |
| ------------------ | --------------------------- | ------------------ | ------------------ |
| 1986               | Gawler (Australia)          | Medalla de plata   | Por equipos        |
| 1994               | La Haya (Países Bajos)      | Medalla de plata   | Por equipos        |
| 1998               | Roma (Italia)               | Medalla de plata   | Por equipos        |
| Campeonato Europeo |                             |                    |                    |
| Año                | Lugar                       | Medalla            | Categoría          |
| 1993               | Achselschwang (Alemania)    | Medalla de oro     | Individual         |
| 1993               | Achselschwang (Alemania)    | Medalla de plata   | Por equipos        |
| 1995               | Pratoni del Vivaro (Italia) | Medalla de plata   | Por equipos        |
| 1997               | Burghley (Reino Unido)      | Medalla de bronce  | Por equipos        |